# Tantra

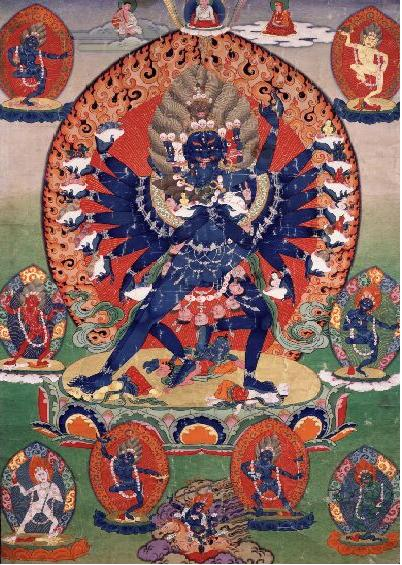
El dios Jevashra, emanación iracunda del elemento agua, es importante en las prácticas tántricas de la escuela sakia del budismo tibetano.

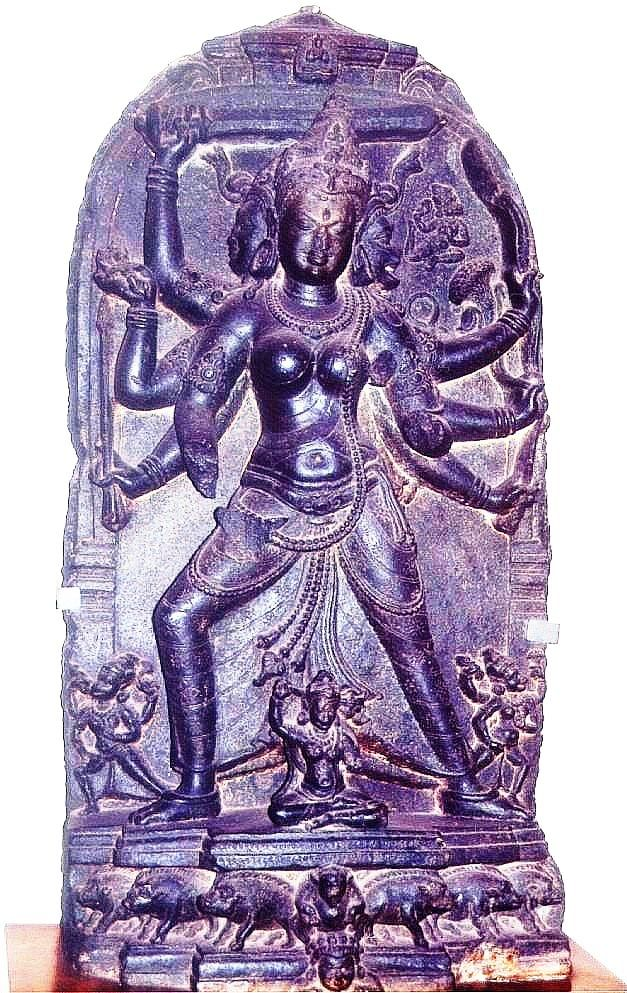
Diosa tántrica, bajorrelieve en Calcuta (India).

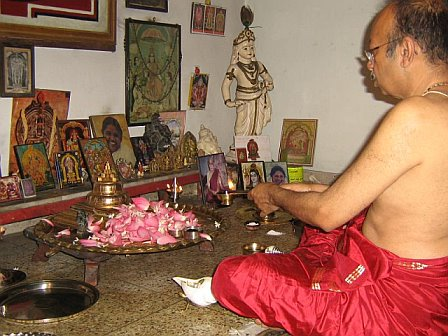
Un moderno adepto al derecha vidia (conocimiento sobre la Diosa) realiza un tantrika-puya (adoración tántrica) en el pequeño templo de su hogar. Fotografía tomada en Kerala (India) en 2006.

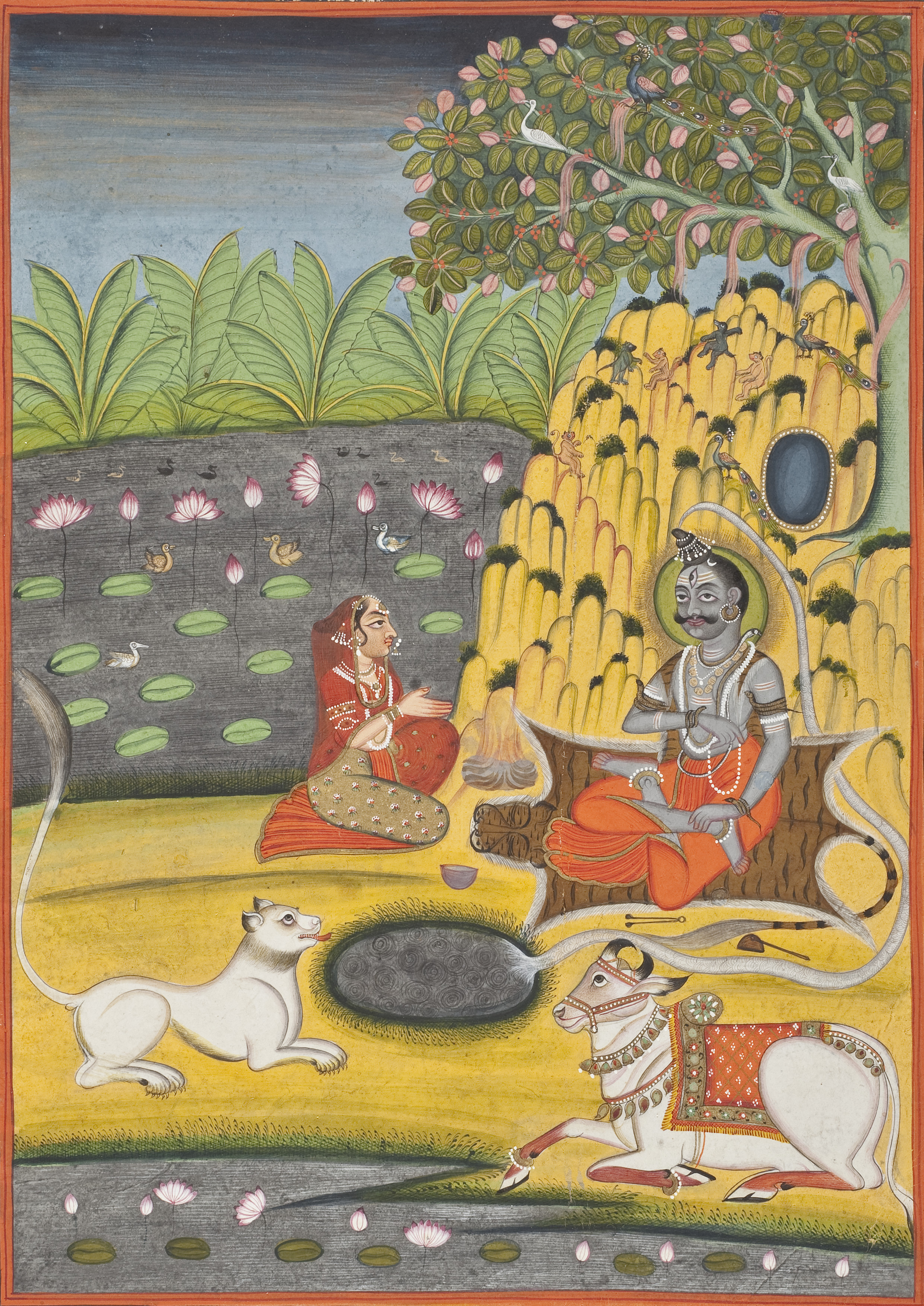
La diosa Parvati escucha las enseñanzas de su esposo, el dios Shiva; pintura de acuarela, oro y plata sobre papel (20 × 14 cm); hecho en Datia (Madhia Pradesh, India), aprox. en 1750.

El tantra o tantrismo, (cuyo significado literal es telar, trama, tejer, deformar') que en las tradiciones indias, también significa cualquier "texto, teoría, sistema, método, instrumento, técnica o práctica" sistemático y ampliamente aplicable, es un conjunto de técnicas tradicionales con características esotéricas utilizadas para centrarse corporalmente sobre alguna disciplina concreta. El cuerpo es utilizado como potenciador espiritual.
Existen en variantes hinduistas, budistas, yainas y bon. Tantra es compatible con todas aquellas religiones que no posean un sentido del pecado del cuerpo. El tantra, en sus variadas formas, existe en países como Bután, Corea, China, Tíbet, India, Indonesia, Japón, Mongolia o Nepal. 
Como cualquier herramienta o disciplina pueden ser usados tanto para fines benéficos o maléficos. Así, algunos tantras que transgreden la normas morales y la ley: están prohibidas en occidente (o llegan atenuadas). Cuando es utilizado con fines malignos se asocia con las prácticas de brujería o hechicería.
Igualmente la popularidad del concepto occidental del Neotantra (o yoga sexual) de la nueva era ha llevado en occidente a distorsionar el concepto real del tantra, a algo principal o puramente sexual.

## Nombre
En escritura devánagari se escribe तन्त्र.
y en sánscrito significa ‘tejido’ (así como ‘telar, urdimbre, la parte esencial, el rasgo característico, doctrina, regla”, etc.). El equivalente tibetano, rgyud, tiene el sentido de 'continuidad', y puesto que en el budismo se asocian los términos tantra y prabhanda, el término tibetano se puede entender en el sentido de 'continuidad de la luminosidad'.

## Historia
Esta doctrina se basa en un conjunto de escritos llamados Tantra que ―según una tradición budista― fueron escritos por Buda (480-400 a. C.). Sin embargo, la escuela Ñingmapa del budismo tibetano, aunque afirma que los tantras provienen del budismo, señala que no fueron escritos por el propio Buda, sino por mahasiddhas (grandes maestros) posteriores, que los recibieron del dharma-kaia a través del sambhoga-kaia (de modo que provienen del propio Buda, en la medida en que el dharma-kaia y el sambhoga-kaia son dos de los cuerpos del Buda en cuanto budeidad).
Otros afirman que en el caso del budismo tántrico, además de la influencia de las prácticas tántricas hinduistas, las bases de la religión tántrica y el metachamanismo tántrico ya existían antes también fuera de la India, posiblemente en prácticas relacionadas con la religión bon (del Tíbet) y con las semillas del taoísmo (que apareció en China); lo que llevó a través del sincretismo a formar también parte de algunas prácticas y tradiciones budistas.

## Tantra en el hinduismo
En el hinduismo existen dos tantras: el sendero de la mano derecha (dakshina marga) y el de la mano izquierda (vama marga).
Este último incluye técnicas de meditación y ritualización a través del acto sexual. 
En el hinduismo, a menudo están redactados como un diálogo en el que el dios Shivá responde a las preguntas de su esposa Devī en los papeles de maestro y discípula con el objetivo de alcanzar el Moksha. En dicha tradición habitualmente están estructurados en cuatro apartados:
- jñana (‘conocimiento’).
- yoga (‘práctica’).
- kriya (‘acción’).
- charya (‘conducta’, culto).

Uno de los grandes divulgadores del tantrismo hinduista (en particular Shakta) en Occidente fue el juez británico John Woodroffe, quien a principios del siglo XX escribió numerosos libros sobre dicha doctrina, muchos de los cuales aún hoy se utilizan como referencia bibliográfica. 
El objetivo del tantra es la reintegración del individuo en la pura conciencia primordial (que en el hinduismo tántrico sería Shivá o Púrusha, la fuente original). Para alcanzar ese objetivo es necesario recorrer, en sentido inverso, el sendero de la manifestación.
Y en la misma tradición Śakti, la energía que da origen a la materia o Prakriti, es la Deví y el vehículo mediante el cual la consciencia individual se une con la conciencia pura o divinidad. El final del camino de regreso es conocido como el despertar, un estado de «superconciencia». El método para llegar a este despertar se cuenta en el Vigyan Bhairav Tantra, una conversación entre la diosa Devi, y su esposo Shiva, quien le pide que le revele la esencia del camino a la realización de la realidad más elevada. En respuesta, Shiva describe 112 maneras de ingresar al universal y trascendental estado de conciencia.

## Tantra en el budismo
En el budismo, el tantrismo se conoce como «la vía rápida» o «el vehículo del resultado», dado que un practicante de tantra aprende a hablar, sentir y conducirse como si ya fuera un Buda que alcanzó la iluminación (nirvana).
Este enfoque es radicalmente diferente al resto de los caminos del yoga.
Los textos budistas que recogen las enseñanzas del tantra (llamados Tantras) están escritos en clave simbólica, en forma de poemas, lo que dificulta su comprensión sin la ayuda adecuada.
Relacionada con la práctica del tantra en el budismo, se encuentra la práctica del Dzogchen; que si bien se presenta como algo distinto o más allá del tantra, ha incorporado igualmente muchos conceptos y prácticas tántricas.
Hoy en día existe una extensa literatura sobre el budismo tántrico, que se ha conservado en el Tíbet; una gran cantidad de maestros tibetanos y occidentales (incluyendo al dalái lama) enseña estas doctrinas en Occidente.

## Neotantra o yoga sexual
El neotantra es una filosofía, desarrollada en Occidente hacia finales del siglo XX por escritores nueva era, que  en occidente ha desplazado por mimetismo al concepto original de tantra tal como se conoce en India, China y Tíbet.
También se lo conoce como masaje tántrico y "yoga sexual"; sin embargo a pesar de denominarse como "yoga" no está directamente relacionado con este concepto Hindú, ni a prácticas tales como el Kama-sutra.
Es un fenómeno exclusivamente occidental, orientado a una nueva espiritualidad no represora, basado en los aspectos genitales del ser humano; pero tergiversando y maximizando el papel del sexo y la sexualidad presente en tradiciones orientales como el Tantra.
No puede definirse como religión ni filosofía, y tampoco llega a ser un movimiento. No está sustentado en los pilares de entrenamiento de la mano de un guía, maestro o iniciado ni en los conceptos básicos que subyacen en el tantra original o más específicamente en el Karmamudrā, reduciéndose simplemente a un conjunto de prácticas sexuales que se le suele atribuir una relación con la metafísica y/o alguna clase de pensamiento mágico.

## La filosofía tántrica en sus símbolos
Un concepto de la filosofía tántrica consiste en admitir vías alternas para propiciar la emancipación espiritual.
“Por los mismos actos que hacen que muchos hombres se quemen en el infierno durante millones de años, el yoguin obtiene la salvación”.
La distinción entre actos prohibidos y actos permitidos es considerada en el tantrismo como contraria al desarrollo espiritual, de tal manera que relativiza o mantiene una relación más libre con tal distinción. Un maestro tántrico sabe aprovechar los errores, vicios o defectos del discípulo para propiciar la elevación de su conciencia, en vez de simplemente negarlos o castigarlos.
Por ejemplo, si un discípulo es ladrón, el maestro tántrico sabrá aprovechar esa conducta para propiciar el desarrollo espiritual del adepto.

### La energía femenina, La Diosa Kali y la energía masculina, el Dios Shiva

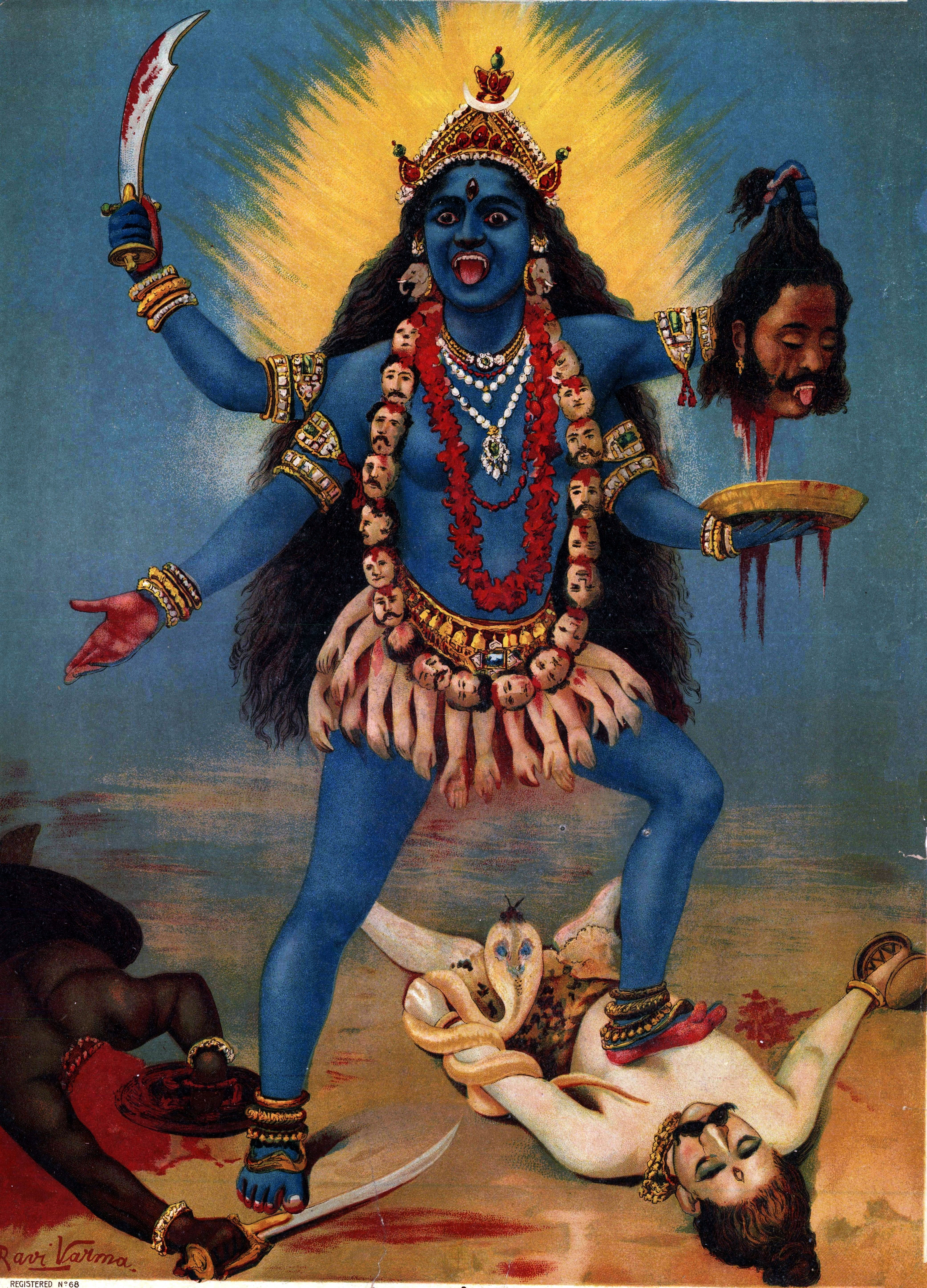
Diosa tántrica de la vida y la muerte, representación de la destrucción.

La filosofía tántrica se distingue, entre otras cosas, por la simbología que emplea. En este sentido por ejemplo, una pareja de amantes representa la separación o la dispersión de la unidad primigenia; siendo el acto sexual la representación de la unión o reabsorción de los que eran individuos separados, así como la complementación e interacción entre polos opuestos (de forma equivalente al concepto del Yin y yang en el Taoísmo). 
Así, otra característica distintiva en el caso de la filosofía tántrica Hindú es su enfoque en la energía femenina; siendo la Diosa Kali, “La creadora y destructora frente a la pasividad aislada de Shiva. Así es conocida o asociada igualmente a Shakti (la energía) o a Prakriti (la que da origen a la materia); y por ello es también la representación de la energía creadora del dios, la productora, la madre. Pero toda creación implica destrucción y muerte, todo lo que nace tiene que morir y la madre al darnos la vida nos da también la muerte; mientras que lo masculino sería Púrusha (la conciencia) presente en el todo."
En la imagen de Kali, que acompaña este texto se pueden encontrar simbolizaciones de ideas tántricas, por ejemplo:
- La falda de manos representa el movimiento, la acción.
- El collar de cráneos; la multiplicidad y el devenir del mundo fenoménico.
- La daga con la que se corta el plazo asignado a cada ente, marcando la temporalidad.

Mientras que el baile sobre Shiva es el fin de la pasividad y el caos solamente como inicio de todo; el movimiento es la renovación.